# Raja Mansour
Pour les articles homonymes, voir Mansour.
Raja Mansour, née le 28 mai 1991, est une rameuse d'aviron tunisienne. 

## Carrière
Raja Mansour obtient aux championnats d'Afrique 2010 la médaille d'argent en skiff et la médaille de bronze en deux de couple poids légers avec Sarra Trabelsi.
Elle est médaillée de bronze en skiff poids légers et en deux de couple poids légers avec Nour El Houda Ettaieb aux championnats d'Afrique 2012 à Alexandrie puis médaillée d'argent en deux de couple avec Racha Soula aux championnats d'Afrique 2013 à Tunis.